# Hanna Kłoskowska
Hanna Kłoskowska (ur. 27 marca 1944 w Warszawie) – polska montażystka filmowa, członkini Polskiej Akademii Filmowej oraz Stowarzyszenia Filmowców Polskich.

## Filmografia
- Czy warto było tak żyć?  (2007) – montaż (wraz z Karolem Kłoskowskim)
- Odkryć prawdę (2007) – montaż (wraz z Karolem Kłoskowskim)
- Musieli zwyciężyć (2000) – montaż (wraz z Robertem Mańkowskim)
- „Widzę Ciebie Warszawo sprzed laty...” (2000) – montaż (wraz z Robertem Mańkowskim)
- Myśli o Polsce (1999) – montaż (wraz z Robertem Mańkowskim)
- Semper fidelis (1999) – montaż (wraz z Robertem Mańkowskim)
- Pani hrabina (1999) – montaż (wraz z Robertem Mańkowskim)
- Musisz żyć (1999) – montaż
- Ułani, ułani... (1998) – montaż
- Sursum corda! W górę serca! (1998) – montaż
- Przedwojenny chłopak (1998) – montaż
- Papież Polak (1997) – montaż
- Czy musieli zginąć... (1997) – montaż
- „Zwycięstwo” (1995) – montaż
- Humer i inni (1994) – montaż (wraz z Januszem Jagielskim)
- On wierzył w Polskę... (1992) – montaż
- Jan Lechoń (1991) – montaż
- Powrót Paderewskiego (1991) – montaż
- Virtuti (1989) – montaż
- Wielki Wóz (1989) – montaż
- Rififi po sześćdziesiątce (1989) – montaż